# Vetschau
Vetschau là một đô thị thuộc huyện Oberspreewald-Lausitz, bang Brandenburg, Đức.